# 14.ª etapa do Giro d'Italia de 2017
A 14ª etapa do Giro d'Italia de 2017 teve lugar em 20 de maio de 2017 entre Castellania e o Santuário de Oropa sobre um percurso de 131 km.

## Classificação da etapa
A classificação da etapa foi a seguinte:
| \| Classificação por etapas \| Classificação por etapas \| Classificação por etapas \| Classificação por etapas \| Classificação por etapas \| \| Ciclista \| Ciclista \| Equipe \| Tempo \| \| \| ------------------------ \| ------------------------ \| ------------------------ \| ------------------------ \| ------------------------ \| \| 1. \| Tom Dumoulin \| Team Sunweb \| 3h02m34s \| \| \| 2. \| Ilnur Zakarin \| Katusha-Alpecin \| + 3s \| \| \| 3. \| Mikel Landa \| Team Sky \| + 9s \| \| \| 4. \| Nairo Quintana \| Movistar Team \| + 14s \| \| \| 5. \| Thibaut Pinot \| FDJ \| + 35s \| \| \| 6. \| Adam Yates \| Orica-Scott \| + 41s \| \| \| 7. \| Vincenzo Nibali \| Bahrain-Merida \| + 43s \| \| \| 8. \| Franco Pellizotti \| Bahrain-Merida \| + 43s \| \| \| 9. \| Steven Kruijswijk \| LottoNL-Jumbo \| + 46s \| \| \| 10. \| Tanel Kangert \| Astana \| + 46s \| \| |                   |                 |          |
| |                   |                 |          |
| Fonte: ProCyclingStats |                   |                 |          |
| Classificação por etapas |                   |                 |          |
| Ciclista | Ciclista          | Equipe          | Tempo    |
| 1. | Tom Dumoulin      | Team Sunweb     | 3h02m34s |
| 2. | Ilnur Zakarin     | Katusha-Alpecin | + 3s     |
| 3. | Mikel Landa       | Team Sky        | + 9s     |
| 4. | Nairo Quintana    | Movistar Team   | + 14s    |
| 5. | Thibaut Pinot     | FDJ             | + 35s    |
| 6. | Adam Yates        | Orica-Scott     | + 41s    |
| 7. | Vincenzo Nibali   | Bahrain-Merida  | + 43s    |
| 8. | Franco Pellizotti | Bahrain-Merida  | + 43s    |
| 9. | Steven Kruijswijk | LottoNL-Jumbo   | + 46s    |
| 10. | Tanel Kangert     | Astana          | + 46s    |

## Classificações ao final da etapa
A classificação geral depois de finalizar a etapa foi a seguinte:

### Classificação geral
| \| Classificação geral \| Classificação geral \| Classificação geral \| Classificação geral \| Classificação geral \| \| Ciclista \| Ciclista \| Equipe \| Tempo \| \| \| ------------------- \| ------------------- \| ------------------- \| ------------------- \| ------------------- \| \| 1. \| Tom Dumoulin \| Team Sunweb \| 59h31m17s \| \| \| 2. \| Nairo Quintana \| Movistar Team \| + 2m47s \| \| \| 3. \| Thibaut Pinot \| FDJ \| + 3m25s \| \| \| 4. \| Vincenzo Nibali \| Bahrain-Merida \| + 3m40s \| \| \| 5. \| Ilnur Zakarin \| Katusha-Alpecin \| + 4m24s \| \| \| 6. \| Bauke Mollema \| Trek-Segafredo \| + 4m32s \| \| \| 7. \| Tanel Kangert \| Astana \| + 4m55s \| \| \| 8. \| Domenico Pozzovivo \| AG2R La Mondiale \| + 4m59s \| \| \| 9. \| Bob Jungels \| Quick-Step Floors \| + 5m28s \| \| \| 10. \| Andrey Amador \| Movistar Team \| + 5m36s \| \| |                    |                   |           |
| |                    |                   |           |
| Fonte: ProCyclingStats |                    |                   |           |
| Classificação geral |                    |                   |           |
| Ciclista | Ciclista           | Equipe            | Tempo     |
| 1. | Tom Dumoulin       | Team Sunweb       | 59h31m17s |
| 2. | Nairo Quintana     | Movistar Team     | + 2m47s   |
| 3. | Thibaut Pinot      | FDJ               | + 3m25s   |
| 4. | Vincenzo Nibali    | Bahrain-Merida    | + 3m40s   |
| 5. | Ilnur Zakarin      | Katusha-Alpecin   | + 4m24s   |
| 6. | Bauke Mollema      | Trek-Segafredo    | + 4m32s   |
| 7. | Tanel Kangert      | Astana            | + 4m55s   |
| 8. | Domenico Pozzovivo | AG2R La Mondiale  | + 4m59s   |
| 9. | Bob Jungels        | Quick-Step Floors | + 5m28s   |
| 10. | Andrey Amador      | Movistar Team     | + 5m36s   |

### Classificação por pontos
| Classificação por pontos | Classificação por pontos | Classificação por pontos | Classificação por pontos | Classificação por pontos |
| Ciclista                 | Ciclista                 | Equipe                   | Pontos                   |                          |
| ------------------------ | ------------------------ | ------------------------ | ------------------------ | ------------------------ |
| 1.                       | Fernando Gaviria         | Quick-Step Floors        | 315 pts                  |                          |
| 2.                       | Jasper Stuyven           | Trek-Segafredo           | 192 pts                  |                          |
| 3.                       | Sam Bennett              | Bora-Hansgrohe           | 117 pts                  |                          |
| 4.                       | Caleb Ewan               | Orica-Scott              | 112 pts                  |                          |
| 5.                       | Lukas Pöstlberger        | Bora-Hansgrohe           | 98 pts                   |                          |
| 6.                       | Daniel Teklehaimanot     | Dimension Data           | 86 pts                   |                          |
| 7.                       | Kristian Sbaragli        | Dimension Data           | 76 pts                   |                          |
| 8.                       | Roberto Ferrari          | UAE Team Emirates        | 70 pts                   |                          |
| 9.                       | Silvan Dillier           | BMC Racing Team          | 68 pts                   |                          |
| 10.                      | Ryan Gibbons             | Dimension Data           | 68 pts                   |                          |

### Classificações por equipas

#### Classificação por tempo
| Classificação por equipes | Classificação por equipes | Classificação por equipes | Classificação por equipes |
| Equipe                    | Equipe                    | Tempo                     |                           |
| ------------------------- | ------------------------- | ------------------------- | ------------------------- |
| 1.                        | Movistar Team             | 178h52m59s                |                           |
| 2.                        | Astana                    | + 3m54s                   |                           |
| 3.                        | UAE Team Emirates         | + 10m21s                  |                           |
| 4.                        | Bahrain-Merida            | + 20m36s                  |                           |
| 5.                        | FDJ                       | + 23m04s                  |                           |
| 6.                        | Cannondale-Drapac         | + 23m18s                  |                           |
| 7.                        | AG2R La Mondiale          | + 24m01s                  |                           |
| 8.                        | Team Sunweb               | + 30m16s                  |                           |
| 9.                        | BMC Racing Team           | + 36m54s                  |                           |
| 10.                       | Sky                       | + 43m44s                  |                           |

#### Classificação por pontos
| Classificação por equipes | Classificação por equipes | Classificação por equipes | Classificação por equipes |
| Equipe                    | Equipe                    | Pontos                    |                           |
| ------------------------- | ------------------------- | ------------------------- | ------------------------- |
| 1.                        | Quick-Step Floors         | 390 pts                   |                           |
| 2.                        | Bora-Hansgrohe            | 272 pts                   |                           |
| 3.                        | UAE Team Emirates         | 259 pts                   |                           |
| 4.                        | Dimension Data            | 257 pts                   |                           |
| 5.                        | Trek-Segafredo            | 235 pts                   |                           |
| 6.                        | Team Sunweb               | 212 pts                   |                           |
| 7.                        | Orica-Scott               | 163 pts                   |                           |
| 8.                        | Lotto-Soudal              | 155 pts                   |                           |
| 9.                        | Movistar Team             | 154 pts                   |                           |
| 10.                       | Bahrain-Merida            | 138 pts                   |                           |